# Анна Баті
Анна Ба́ті (справжні ім'я та прізвище — Аннет Стампф ) ( 13 червня 1901, Берегсас, Австро-Угорщина ( нині Берегове, Закарпатська область, Україна ) — 14 травня 1962, Будапешт, Угорщина ) —  оперна співачка . Народна артистка Угорської Народної Республіки (1950). Лауреат Премії імені Кошута (1954). Видатний діяч культури Угорщини.

## Біографія
Народилася у сім'ї головного судді міста Берегсас. Навчалася грі на фортепіано, іноді співала — спочатку популярні пісні з оперет, а згодом і уривки з музичних творів Ф. Шуберта та Брамса.
Вступила до Будапештської консерваторії, де навчалася у класі Біанки Малецьки. Ще студенткою вона отримала можливість виконати партію  з опери Дж. Верді
"Аїда" «До берегів священних Нілу» 
Згодом була запрошена до міського театру Будапешта. 
Там виконала у 1928 році партію Єлизавети з опери Верді « Тангейзер ». У 1929 році її запросили до Угорського оперного театру . У грудні 1929 року відбувся дебют Анни Баті на великій сцені. Вона виконала партію Амелії з опери Верді «Бал-маскарад» . Упродовж 30 років Анна Баті виступала на сцені Угорської опери.
У 1936 році була запрошена до Зальцбурга, де з успіхом виконала партію в «Німецькому реквіємі» Брамса .
Серед відомих оперних ролей були партії Ярославни ( «Князь Ігор» А. П. Бородіна ), Фіделіо з опери Бетховена,  Маргарити ( «Фауст» Ш. Гуно ) , графіні з «Одруження Фія (Ролі Дездемони, Ізольди, Леонори з «Трубадура»), Штрауса, Пуччіні та багатьох інших.
Похована  у Будапешті на кладовищі Фаркашрети

## Нагороди
- Орден Заслуг Угорської Народної Республіки (1951)
- Народна артистка Угорської Народної Республіки (1950)
- Державна Премія імені Кошута (1954)
- Почесне звання "Вічного члена" Угорського оперного театру (1955).

- Báthy Anna(угор.)
- Біографія(угор.)

1. 1 2  FemBio database
2. ↑  https://www.nevpont.hu/palyakep/bathy-anna-6be93
3. ↑  Névpont